# Bogdan Cybulski (trener)
Bogdan Cybulski (ur. 1950, zm. 2 marca 2007 w Oslo) – polski trener piłki ręcznej. 
Absolwent AWF we Wrocławiu. Selekcjoner reprezentacji narodowej piłkarek ręcznych w latach 1983-1990, w latach 1981-1982 szkoleniowiec AKS Chorzów, z którym zdobył tytuł mistrza Polski w piłce ręcznej kobiet, oraz szkoleniowiec AZS Wrocław. Od początku lat 90. XX w. pracował w Norwegii jako dyrektor Szkoły Mistrzostwa Sportowego w Lillehammer.